# Leucemia pró-linfocítica B
Leucemia pró-linfocítica célula B ou LLP-B é uma forma subaguda da leucemia linfocítica crônica caracterizada pela presença de células chamadas pró-linfócitos.
Ela envolve deleções do cromossomo 11 e cromossomo 13. A LLP-B tem prognóstico ruim relativo.

## Diagnóstico
- Morfologia dos prolinfócitos: A presença de pró-linfócitos é o achado. Pró-linfócitos se distinguem das células da LLC pela morfologia e tamanho. Comparando os pró-linfócitos com os linfócitos, estas células têm geralmente entre 10-15 micrometros de diâmetro enquanto que os linfócitos tem aproximadamente entre 7-10 micrometros. Os pró-linfócitos ainda apresentam uma quantidade maior de citoplasma do que os linfócitos, uma cromatina menos condensada e um único nucléolo evidente. Em termos de desenvolvimento de células B, o pró-linfócito é menos desenvolvido que o linfócito ou as células plasmáticas, mas mais desenvolvido que o linfoblasto.
- Imunofenótipo: Os pró-linfócitos apresentam coloração forte para SIg (Imunoglobulina de superfície).